# Systasis flindersiae
Systasis flindersiae är en stekelart som beskrevs av Girault 1934. Systasis flindersiae ingår i släktet Systasis och familjen puppglanssteklar. Inga underarter finns listade i Catalogue of Life.